# Ærø Friskole
Ærø Friskole er en friskole i Ærøskøbing, Ærø Kommune. Den blev oprettet i 2007, efter nedlæggelsen af Ærøskøbing Skole. I det første skoleår, 07/08 havde friskolen 45 elever. 